# Circuit des mines

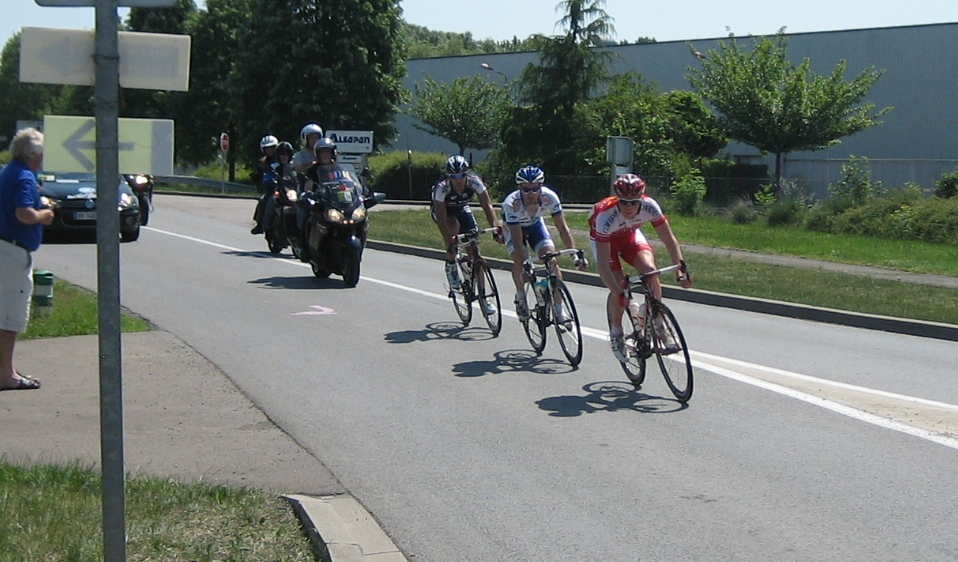
photo de l'événement prise en 2011

Le Circuit des mines est une course cycliste masculine disputée en Lorraine, dans l'Est de la France. Créé en 1956, c'était une épreuve amateur jusqu'en 1994. Devenant une course ouverte aux professionnel en 1995, le Circuit des mines prend le nom de Circuit de Lorraine en 2005. Cette même année, il intègre l'UCI Europe Tour en catégorie 2.1.
Après plusieurs années d'interruption, le Circuit des mines refait son apparition en 2016.

## Histoire de la course
Le Circuit des mines est disputé pour la première fois en 1956. C'est alors une compétition amateur. Il a lieu tous les ans jusqu'en 1971. Parmi les vainqueurs de cette période, le Néerlandais Fedor den Hertog s'impose en 1968, année durant laquelle il est champion olympique du contre-la-montre par équipes, avec entre autres Joop Zoetemelk. Ce dernier, futur vainqueur du Tour de France, gagne le Circuit des mines en 1969. Après six ans sans compétition, le Circuit des mines reprend en 1977, sous le nom de « Circuit des mineurs » avec un classement général aux points. Le classement au temps et le nom d'origine sont ré-adoptés dès l'année suivante. En 1995, le Circuit des mines devient une épreuve « open », ouverte aux professionnels. Grégoire Balland, vainqueur de cette édition, est le dernier amateur à remporter le Circuit des mines.
Lors de la réforme du calendrier cycliste international de l'Union cycliste internationale en 1996, le Circuit des mines est catégorisé 2.5, ce qui signifie que les équipes de première et deuxième divisions ne peuvent représenter plus de 50 % des équipes présentes, et les équipes de première division pas plus de 30 %. Les autres équipes sont des équipes de clubs et des sélections nationales. En 1998, le Kazakh Alexandre Vinokourov, néo-professionnel au sein de l'équipe Casino, gagne une étape et le classement général du Circuit des mines, ses premières victoires professionnelles. Le Circuit des mines garde la même catégorie jusqu'en 2004. À partir de 2002, parmi les équipes de première division, seules les équipes françaises et ne figurant pas parmi les dix premiers du classement UCI à la fin de la saison précédente peuvent participer.
En 2005, le calendrier international connaît une nouvelle réforme avec la création de l'UCI ProTour et des circuits continentaux. Le Circuit des mines devient le Circuit de Lorraine et fait depuis partie de l'UCI Europe Tour en catégorie 2.1. Il est par conséquent ouvert aux UCI ProTeams dans la limite de 50 % des équipes participantes, aux équipes continentales professionnelles, aux équipes continentales et à des équipes nationales,.
Malgré l'arrêt du partenariat du conseil régional fin 2011, l'épreuve a pu avoir lieu au printemps 2012. Un temps envisagée, la solution de faire passer l'épreuve sur deux ou trois jours en 2013 n'a pas été retenue, entraînant la suspension de l'épreuve. L'épreuve est finalement relancée en 2016 par Jean-Jacques Boschetti et l’Association du Circuit des mines. Elle est prévue sur une journée pour une distance de 158 kilomètres.
Les éditions 2020 et 2021 sont annulées en raison du contexte sanitaire lié à la pandémie de Covid-19. 

## Palmarès
| Année               | Vainqueur               | Deuxième              | Troisième              |
| ------------------- | ----------------------- | --------------------- | ---------------------- |
| Circuit des mines   |                         |                       |                        |
| 1956                | Pierre Lambolez         | Paul Berné            | Bernard Linder         |
| 1957                | Henri Wasilewski        | Pierre Lambolez       | Paul Fallot            |
| 1958                | René Ostertag           | Guido Anzile          | Marcel Hocquaux        |
| 1959                | Noël Chavy              | Henri Guillier        | François Gehlhausen    |
| 1960                | Marcel Hocquaux         | Roger Castel          | Mario Zuliani          |
| 1961                | Robert Duveau           | René Ostertag         | Albert Platel          |
| 1962                | Guido Anzile            | Marcel Hocquaux       | Désiré Cartigny        |
| 1963                | Elio Gerussi            | Burkhard Ebert        | Marcel Hocquaux        |
| 1964                | Jean-Pierre Magnien     | Léopold Vergauwe      | Nicolò Manzo           |
| 1965                | Maurice Izier           | René Binggeli         | Daniel Labrouille      |
| 1966                | Jan van der Horst (en)  | Nol Kloostermann      | André Wilhelm          |
| 1967                | Joseph Paré             | Derek Harrison (en)   | René Grelin            |
| 1968                | Fedor den Hertog        | Erwin Thalmann        | Martin Gombert (de)    |
| 1969                | Joop Zoetemelk          | Jean-Pierre Boulard   | Matthijs de Koning     |
| 1970                | Andrzej Kaczmarek       | Jan Stachura (pl)     | Aimable Denhez         |
| 1971                | Matthijs de Koning      | Arie Hassink          | Gerrie Knetemann       |
| 1972-1976           | Non organisé            | Non organisé          | Non organisé           |
| 1977                | Johan van den Meer (nl) | Jacques Desportes     | Daniel Wiesner         |
| 1978                | Gerrit Mak              | Adri van Opdorp       | Jan de Nijs (en)       |
| 1979                | Anthony Doyle           | Christian Poulignot   | Alain Coppel           |
| 1980                | Frédéric Vichot         | Pascal Guyot          | Roberto Rastello       |
| 1981                | Régis Simon             | Teun van Vliet        | Patrice Boulard        |
| 1982                | Jean-Paul Hosotte       | Mathieu Hermans       | Patrick Hosotte        |
| 1983                | Zbigniew Krasniak       | Arie Hassink          | Patrick Hosotte        |
| 1984                | Teun van Vliet          | Darryl Webster (en)   | Zbigniew Krasniak      |
| 1985                | Pascal Lance            | Paul Curran (en)      | Peter Longbottom (en)  |
| 1986                | Paul Curran (en)        | René Bittinger        | John Tonks             |
| 1987                | Gilles Figue            | Michel Friedmann      | John Carlsen           |
| 1988                | Pascal Lance            | Paul Curran (en)      | Lutz Nippen            |
| 1989                | Bruno Huger             | Erik Cent (nl)        | Zbigniew Krasniak      |
| 1990                | Régis Simon             | Dominique Chignoli    | Andrzej Maćkowski (pl) |
| 1991                | Nikolai Galitchanine    | Pascal Deramé         | Youri Sourkov          |
| 1992                | Diego Ferrari           | Jean-Pierre Bourgeot  | Jean-Philippe Duracka  |
| 1993                | Jean-Christophe Currit  | Denis Leproux         | Saulius Šarkauskas     |
| 1994                | Christophe Mengin       | Piotr Wadecki         | Jonas Romanovas        |
| 1995                | Grégoire Balland        | Sergueï Ivanov        | Jurgen Gilsing (nl)    |
| 1996                | Stefano Dante           | Sergueï Ivanov        | Marc Streel            |
| 1997                | Eddy Seigneur           | Denis Leproux         | Frédéric Gabriel       |
| 1998                | Alexandre Vinokourov    | Michael Sandstød      | Damien Nazon           |
| 1999                | Artūras Kasputis        | Christophe Oriol      | Zbigniew Piątek        |
| 2000                | Nicki Sørensen          | Gilles Maignan        | Stéphane Bergès        |
| 2001                | Chris Newton            | Daniel Schnider       | Nathan O'Neill         |
| 2002                | Giampaolo Cheula        | Morten Sonne (nl)     | Andy Flickinger        |
| 2003                | Guillaume Auger         | Émilien-Benoît Bergès | Andrey Pchelkin        |
| 2004                | Joost Posthuma          | Jukka Vastaranta      | Lars Boom              |
| Circuit de Lorraine |                         |                       |                        |
| 2005                | Andris Naudužs          | Koji Fukushima        | Sven Renders           |
| 2006                | Mauricio Soler          | Eddy Ratti            | Eduardo Gonzalo        |
| 2007                | Jörg Jaksche            | Martijn Maaskant      | Eduardo Gonzalo        |
| 2008                | Steve Chainel           | Jonathan Hivert       | Hannes Blank           |
| 2009                | Matteo Carrara          | Maxime Méderel        | José Mendes            |
| 2010                | Fabio Felline           | Pierre Rolland        | Matteo Carrara         |
| 2011                | Anthony Roux            | Thomas De Gendt       | Julien Simon           |
| 2012                | Nacer Bouhanni          | Steven Tronet         | Marco Marcato          |
| 2013-2015           | Non organisé            | Non organisé          | Non organisé           |
| Circuit des mines   |                         |                       |                        |
| 2016                | Jérémy Cabot            | Camille Thominet      | Jonathan Michler       |
| 2017                | Mathieu Rigollot        | Mathieu Pellegrin     | Anthony Pinaud         |
| 2018                | Kévin Avoine            | Guillaume Hutin       | Mathieu Rigollot       |
| 2019                | Maxime Éloy             | Baptiste Deman        | Steve Chainel          |
| 2020-2021           | Annulé                  | Annulé                | Annulé                 |